# Sun Ribo
Dans ce nom chinois, le nom de famille, Sun, précède le nom personnel.
Pour les articles homonymes, voir Ribo.
Pour les articles homonymes, voir Sun.
Sun Ribo, née le 18 décembre 1976 à Zhangwu, est une biathlète chinoise. Elle est vice-championne du monde en 2005.

## Carrière
Elle commence sa carrière internationalement en 1996. En 1998, elle participe à ses premiers Jeux olympiques à Nagano (39e du sprint, 21e de l'individuel, 7e en relais) puis à ceux de 2002 à Salt Lake City (57e du sprint, 15e de l'individuel, 13e du relais et pour finir à ceux de 2006 à Turin (21e du sprint, 22e de la poursuite, 22e de la mass start, 9e du relais), la dernière compétition mondiale de sa carrière.
En 2005, elle est médaillée d'argent à l'individuel 15 km derrière Andrea Henkel aux Mondiaux disputés à Hochfilzen, alors qu'elle n'avait pas encore marqué de points en Coupe du monde cette saison-là.

## Palmarès

### Jeux olympiques
| Épreuve / Édition   | Individuelle | Sprint | Poursuite                        | Départ en masse                  | Relais |
| Nagano 1998         | 21e          | 39e    | Épreuve inexistante à cette date | Épreuve inexistante à cette date | 7e     |
| Salt Lake City 2002 | 15e          | 57e    | DNS                              | Épreuve inexistante à cette date | 13e    |
| Turin 2006          | -            | 21e    | 22e                              | 22e                              | 9e     |

- - : pas de participation à l'épreuve.
- : épreuve inexistante lors de cette édition.

### Championnats du monde
| Épreuve / Édition                      | Individuelle | Sprint | Poursuite | Départ en masse                  | Relais |
| Mondiaux 1995 Anterselva               | 74e          | -      | -         | Épreuve inexistante à cette date | 10e    |
| Mondiaux 1997 Osrblie                  | 64e          | 56e    | -         | Épreuve inexistante à cette date | 13e    |
| Mondiaux 2000 Oslo-Holmenkollen/ Lahti | 50e          | 53e    |           | -                                | LAP    |
| Mondiaux 2003 Khanty-Mansiïsk          | 58e          | 12e    | 23e       | 30e                              | 9e     |
| Mondiaux 2005 Hochfilzen               | Argent       | -      | -         | 15e                              | 11e    |

### Coupe du monde
- Meilleur classement général : 40e en 2005.
- Selon l'Union internationale de biathlon, statistique qui comprenant les podiums obtenus aux Championnats du monde :
  - 1 podium individuel : 1 deuxième place.
- 1 podium en relais : 1 troisième place.